# Windows Essential Business Server 2008
A Windows Essential Business Server 2008 a Microsoft Windows Server termékcsaládjának közepes méretű vállalkozásoknak (maximum 300 felhasználó vagy eszköz) szánt tagja. A Centro kódnevű szoftver 2008. szeptember 15-én került gyártásba és hivatalosan november 12-én jelent meg.
Támogatása 2010. június 30-án szűnt meg.

## Története
A Windows Server 2008-ra épülő rendszer két változatban (Standard és Premium) érhető el; előbbi három Server 2008 példányt és a Microsoft Exchange Server 2007-et, a Microsoft System Center Essentialst, a Microsoft Forefront Security for Exchange Servert, valamint a Forefront Threat Management Gatewayt tartalmazza; a Premium része további egy Server 2008 példány és a Microsoft SQL Server 2008 is.
A Microsoft szerint a rendszerben található parancssor minden feladat ellátására alkalmas, és képességeit más alkalmazások is bővíthetik (ilyenek például a CA Technologies és a Symantec biztonsági mentésre szánt programjai). A Microsoft Remote Web Workplace-szel a kliensgépeken és az Outlook webalkalmazásban lehet távoli eléréssel biztonsági beállításokat módosítani.
2010. március 5-én bejelentették, hogy az alacsony kereslet miatt az operációs rendszert kivezetik, helyette a komponensei önálló szoftverként lesznek elérhetőek; az Essential Business Server-felhasználók december 31-éig ingyen áttérhettek ezek használatára.

## Fordítás
- Ez a szócikk részben vagy egészben  a   Windows Essential Business Server 2008 című angol Wikipédia-szócikk ezen változatának fordításán alapul.  Az eredeti cikk szerkesztőit annak laptörténete sorolja fel. Ez a jelzés csupán a megfogalmazás eredetét és a szerzői jogokat jelzi, nem szolgál a cikkben szereplő információk forrásmegjelöléseként.